# Aron Ra
Aron Ra (15 de octubre de 1962) es un activista ateo estadounidense y el anfitrión del podcast Ra-Men. En el pasado tuvo el puesto de presidente de la Alianza Atea Internacional o Atheist Alliance of America en inglés y el de director de la sede del estado de Texas de American Atheists.

## Primeros años
Aron Ra nació en Kingman (Arizona), y fue bautizado como mormón. A pesar de su educación religiosa, afirma haber sido un escéptico desde una edad temprana.
Estudió paleontología en la Universidad de Texas.

## Carrera
Crítico explícito del teísmo y creacionismo así como proponente de la inclusión de la teoría de la evolución en la currícula de educación sobre ciencia, Ra produce videos de YouTube sobre temas de escepticismo, libre pensamiento y ateísmo. Entre las series de videos que ha producido se encuentran: «Falsedades Fundacionales del Creacionismo» (Foundational Falsehoods of Creationism), «Refutando la  prueba irrefutable de Dios» (Refuting the Irrefutable Proof of God) y «Cómo la ciencia prueba la falsedad del diluvio universal» (How Science Disproves Noah's Flood).
Ha participado en debates en vivo con creacionistas de la Tierra joven, incluyendo Ray Comfort y Kent Hovind, y ha hecho presentaciones sobre escepticismo en conferencias en Gran Bretaña así como en Europa Continental. Como miembro de la "Unholy Trinity", recorrió los Estados Unidos y Australia con sus compañeros activistas ateos Seth Andrews de The Thinking Atheist y Matt Dillahunty de The Atheist Experience.

Ha aparecido en las películas documentales «My Week in Atheism», dirigida por John Christy, y «Batman & Jesus», dirigida por Jozef K. Richards. Publicó su primer libro, «Foundational Falsehoods of Creationism», en 2016.

## Candidatura y postura política
En marzo de 2017, Ra renunció a su posición como presidente de Atheist Alliance of America para postularse como candidato al senado del estado de Texas contra el senador y candidato republicano Bob Hall.  Siendo así el primer candidato democrático en postularse por la posición del Distrito 2 desde 2002. Eventualmente abandonó la candidatura al no lograr el apoyo del partido demócrata.
Ra se identifica como feminista.

## Libros
Ra, Aron (2016). Foundational Falsehoods of Creationism. Durham, North Carolina: Pitchstone Publishing. ISBN 978-1-63431-078-9.